# Taxiatosh
Taxiatosh (uzb. cyr. Тахиатош; karak. Тақыятас, Taqıyatas; ros. Тахиаташ, Tachiatasz) – miasto w zachodnim Uzbekistanie, w Republice Karakałpackiej, na lewym brzegu Amu-darii. W 1989 roku liczyło ok. 43 tys. mieszkańców. Ośrodek przemysłu materiałów budowlanych. W mieście znajduje się elektrownia cieplna oraz stocznia remontowa.
Miejscowość otrzymała prawa miejskie w 1953 roku.